# Kuka (tartály)
A kuka a szemétgyűjtő edény (tartály) köznapi elnevezése. 

## A szó eredete
A kuka szó a köznyelvben az 1920-as évek végén tűnt fel, amikor megkezdődött a zárt rendszerű szemétszállítás – addig ugyanis csak felöntötték a szemeteskocsi platójára a szemetet. A ma is használatos pormentes szemétszállítási technológiát a Keller und Knappich Augsburg cég tette ismertté Közép-Európában, így Magyarországon is – Mercedes-Benz alvázas, „K.U.K.A.” feliratos felépítményei 1928-ban jelentek meg a budapesti utcákon. Érdekes, hogy a „kuka” szót mind a mai napig csak a köznyelv használja, hivatalosan „háztartási hulladékgyűjtő edény(zet)” a neve.